# Lily Donaldsonová
Lily Monica Donaldsonová (* 27. ledna 1987, Londýn) je britská modelka. Vyrůstala v londýnské čtvrti Camden, jako šestnáctiletou ji objevila modelingová agentura Select Model Management. Pózovala v reklamních kampaních značek Dolce & Gabbana, Burberry nebo Victoria's Secret, objevila se na obálce časopisu Vogue. V letech 2005 až 2010 žila v New Yorku. Byla jednou z osmi špičkových modelek, které vystoupily v rámci závěrečného ceremoniálu londýnské olympiády.